# Stadionul Anghel Iordănescu
Stadionul Anghel Iordănescu – stadion piłkarski w Voluntari, na przedmieściach Bukaresztu, w Rumunii. Został otwarty 20 kwietnia 2012 roku. Może pomieścić 4600 widzów. Swoje spotkania rozgrywają na nim piłkarze klubu FC Voluntari.
Stadion klubu FC Voluntari został zainaugurowany 20 kwietnia 2012 roku spotkaniem ligowym gospodarzy z drużyną CS Afumați. Obiekt pierwotnie posiadał dwie trybuny, wzdłuż boiska, od strony zachodniej i za bramką, od strony południowej. Za bramką od strony północnej stanął budynek klubowy. Pojemność obiektu początkowo wynosiła 2100 widzów. W 2013 roku FC Voluntari awansowało do III ligi. W tym samym roku trybuna za południową bramką została zadaszona; za tą trybuną wybudowano także boisko treningowe z nawierzchnią syntetyczną, które otoczyła bieżnia lekkoatletyczna o nieregularnym kształcie. Rok później FC Voluntari awansowało do II ligi. W latach 2014–2015 powiększono budynek klubowy za północną bramką, wydłużając go w kierunku wschodnim, tak by rozciągał się na całej długości linii końcowej boiska. W 2015 roku FC Voluntari, kontynuując serię awansów, uzyskał akces do najwyższej klasy rozgrywkowej. Po awansie do I ligi zespół tymczasowo przeniósł się na Stadion Dinamo w Bukareszcie. W 2015 roku ruszyła także budowa trybuny głównej po stronie wschodniej. Podjęto również decyzję o zmianie nazwy stadionu (nadano mu imię piłkarza i trenera Anghela Iordănescu; poprzednio patronem areny był Niţă Pintea, bohater wojenny z czasów I wojny światowej – jego imieniem wciąż nazwana jest droga prowadząca na stadion). Nową trybunę zainaugurowano 25 kwietnia 2016 roku meczem ligowym gospodarzy z CSU Craiova (0:2); tym samym FC Voluntari powróciło na swój własny obiekt. Pojemność stadionu, po otwarciu nowej trybuny, wzrosła do 4600 widzów. W 2017 roku FC Voluntari zdobyło Puchar oraz Superpuchar Rumunii. 13 października 2017 roku zainaugurowano na stadionie sztuczne oświetlenie.